# Олиба (аббат)
Оли́ба (кат. Oliba; около 971, Бесалу — 30 декабря 1046, Конфлент) — граф Берги и Рипольеса (988—1003), аббат монастырей Санта-Мария-де-Риполь и Сан-Мигель-де-Кюкса (кат. Sant Miquel de Cuixà) (1008—1046), епископ Вика (1018—1046). Считается одним из духовных основателей Каталонии и одним из важнейших прелатов своего времени на Пиренейском полуострове.

## Биография
Олиба происходил из знатного каталонского дома (серданьская ветвь Барселонской династии). Он отрёкся от светских владений и стал аббатом монастыря Санта-Мария-де-Риполь. Впоследствии возведённый в епископы города Вик, Олиба много писал и оставил после себя многочисленные работы о своём времени. Самыми главными, однако, являются арабские рукописи, переведённые им на латинский язык на благо всей Европы.
Олиба способствовал развитию движения «Мир и Божье Перемирие» (лат. Pax Dei, Treuga Dei; нем. Gottesfrieden, фр. Paix de Dieu, кат. Pau i Treva de Déu), к 1022 и в 1027 годах состоялась соглашение и подписание этого договора с другими епископами и дворянами в Toulouges (Руссильон) и где было сказано, что все: дворяне, рыцари, крестьяне и монахи, соглашаются с введением дней в году, в которые никто не мог ссориться ни с кем и беглецы могли укрыться в церквях и святых местах, уверенные в защите.
Олиба был настолько влиятелен, что в 1023 году король Санчо III Наваррский советовался с ним по уместности женитьбы своей сестры Урраки Гарсес с её троюродным братом Альфонсо V (в итоге епископ возразил, но Санчо проигнорировал это возражение). Его письма показывают, что Альфонсо и его преемник Бермудо III считались императором всей Испании, в то время как король Наваррский был просто монархом, хотя в конечном итоге монархом Пиренеев.
Олиба основал или реформировал монастыри Монтсеррат (1025), Флувия и т.д, и освятил или покровительствовал множеству других церквей, таких как Монастырская базилики Манреса. Именно он создал Ассамблеи мира и перемирия, прообраз будущего каталонского парламента, чтобы помочь дворянам в управлении. Он был близким советником барселонского графа Беренгера Рамона I и реконструировал собор города Вик при поддержке его матери, графини Эрмесинды Каркассонской. Новый собор был вновь открыт перед праздником Петра и Павла 31 августа 1038 года.
Олиба умер в своём монастыре Сан-Мигель-де-Кюкса в 1046 году.
В 1973 году колледж Аббат Олиба был создан в качестве частного филиала Университета Барселоны. В 2003 году женералитет Каталонии одобрил преобразование колледжа в университет Abat Oliba CEU University. Это название выбрано для прославления имени Олибы, «который тысячу лет назад заложил основы зарождающейся Каталонии на основе римской и христианской культуры».